# 0:12 Revolution in Just Listening
0:12 Revolution in Just Listening is het derde studioalbum van de Amerikaanse metalcoreband Coalesce. Het is oorspronkelijk uitgegeven in 1999 door Relapse Records en is later in 2008 heruitgegeven door Hydra Head Records. Het was het meest recente studioalbum van de band tot en met 2009, toen het vierde en meest recente studioalbum werd uitgegeven.

## Nummers
1. "What Happens on the Road Always Comes Home" - 3:05
2. "Cowards.com" - 2:26
3. "Burn Everything That Bears Our Name" - 2:24
4. "While The Jackass Operation Spins Its Wheels" - 2:22
5. "Sometimes Selling Out Is Waking Up" - 3:21
6. "Where The Hell Is Rick Thorne These Days?" - 1:56
7. "Jesus in the Year 2000/Next On the Shit List" - 2:57
8. "Counting Murders, Drinking Beer (The $46,000 Escape)" - 2:33
9. "They Always Come in Fall" - 2:49

## Band
- Sean Ingram - zang
- James Dewees - drums
- Jes Steineger - gitaar
- Nathan Ellis - basgitaar